# 利爾曼 (佛羅里達州)
利爾曼（英語：Lealman）是位於美國佛羅里達州皮尼拉斯縣的一個人口普查指定地區。

## 地理
利爾曼的座標為27°49′10″N 82°41′04″W / 27.81944°N 82.68444°W，而該地最高點為海拔高度15米（即49英尺）。

## 人口
根據2010年美國人口普查的數據，利爾曼的面積為10.50平方千米，當中陸地面積為10.40平方千米，而水域面積為0.10平方千米。當地共有人口19879人，而人口密度為每平方千米1,893人。